# 李翊君
李翊君（英語：Linda Lee E-Jun，1969年4月27日—），本名李華苓，台灣女歌手，以精通國語歌和台語歌見稱。為多部瓊瑤電視連續劇演唱過主題曲、片尾曲、插曲。
十三歲第一次登台演出《蘇三起解》的蘇三。出道作品為1987年出版的《萍聚》專輯，源自救國團歌曲，每每於活動尾聲時傳唱。李翊君於1987年推出第一張個人專輯《萍聚》，銷量超過四白金。1989年發行的《再回首》專輯，主打歌曲《再回首》與同時間的發片男歌手姜育恆主打同一首歌曲，創下國語歌壇繼鳳飛飛與鄧麗君的《奔向彩虹》之後，兩位歌手同時主打同一首歌的紀錄。1990年，《風中的承諾》以國語翻唱香港電影《英雄本色III》粵語片尾曲梅艷芳《夕陽之歌》，KTV創下點唱率前3名。同年，李翊君為瓊瑤電視連續劇《婉君》演唱主題曲，及為《雪珂》演唱主題曲及插曲。1992年，李翊君《愛得太狂》為電影《逃學威龍》片尾曲。以2002年《风云：雄霸天下》武俠劇演唱《永遠永遠》。
90年代中期到2000年初，被譽為所屬台灣本土天團唱片公司龍頭之一上華唱片的三大天后。（其余兩者為許茹芸以及許美靜。）

## 生平
李翊君出生於臺北市。祖籍湖北，其姑姑和表姐現居湖北武漢，故自稱「半個武汉伢」。成長於外省家庭，10歲那年，在父親的慫恿鼓勵下，報考了學戲劇的台灣劇校。她自稱是被「拐」進國光藝校國劇科念書，直言那時什麼都不懂，爸爸說去那裡只要唱歌、跳舞，我想都沒想就去了！但其中一個主要原因是家裡生活拮据，父母養她們四個女孩很辛苦，而劇校是免費的。

### 出道
那年她陪著三位學姊到「華星唱片」試音，陪考她試唱《最後一夜》意外被簽下，當時家裡是反對她進入演藝圈的，特別是媽媽認為演藝圈是個大染坊，唱片公司跟女兒簽約是騙人的。后來，老師連同唱片公司老板一起來拜訪才說服媽媽簽約。
李翊君本名為李華苓。1986年以本名李華苓發行兩張舞台秀翻唱專輯，當初出道的時候本來要用真名，但校方堅持她出專輯一定要另取藝名，若是上級單位怪罪下來，校方可以說學校沒這個學生、他們不知道這件事。這也是李翊君這個藝名的由來。
後於1987年正式出版首張個人專輯《萍聚》正式踏上星途。由於歌曲早已廣為流傳，專輯推出之後，受到諸多年輕人的喜愛。

## 個人生活

### 婚姻
李翊君與夫婿檢場在綜藝節目中相識，下了節目後，張菲請吃飯，才開始有了第一次接觸。剛開始，都是一票朋友的飯局，漸漸地才開始單獨約會。相差17歲的戀情剛開始曾被許多人看「衰」，甚至李媽媽也不同意，多虧好友張菲說服李媽媽才能順利結婚。
經歷八年愛情長跑，李翊君於2000年與相差17歲的檢場宴客結婚，並於次年產下1女王敏淳。李翊君曾數度在節目上表示，認識檢場後，就覺得一定要嫁給他，也很清楚他就是未來的丈夫，錯過他可能就找不到更適合的人了。

## 演出作品

### 電視劇
| 年份   | 頻道 | 劇名         | 角色           |
| ------ | ---- | ------------ | -------------- |
| 2002年 | 三立 | 《海波浪》   | 淑君           |
| 2021年 | 民視 | 《黃金歲月》 | 李翊君（客串） |

## 音樂作品

### 專輯
| 專輯名稱                      | 發行日期   | 發行公司   | 收錄曲目 | 簡介 |
| ----------------------------- | ---------- | ---------- | --- | --- |
| 舞台秀 8                      | 1986年     | 上格唱片   | 曲目 1. 情書團 2. 我愛秋蓮 3. 激情過後 4. 因為所以 5. 幾度又幾度 6. 秋詩篇篇 7. 補情天 8. 多少年我在徘徊 9. 愛情陷阱 10. 重相逢 11. 月兒彎彎照九州 12. 相思河畔                                                                    | 以本名李華苓發行 |
| 舞台秀 10                     | 1986年     | 上格唱片   | 曲目 1. 誰能禁止我的愛 2. 像霧又像花 3. 誰來愛我 4. 告訴你愛的時候 5. 尋夢園 6. 虛偽的愛情 7. 昨夜夢醒時 8. 街燈下 9. 今夜雨濛濛 10. 採檳榔 11. 幸福在這裡 12. 月兒像檸檬                                                          | 以本名李華苓發行 |
| 萍聚                          | 1987年10月 | 華星唱片   | 曲目 1. 離別的歌 2. 萍聚 3. 小木船 4. 今夜的心情 5. 盼望 6. 排排坐 7. 請你帶走 8. 冷井情深 9. 有你的日記 10. 離別的歌 | 同名單曲《萍聚》在青年救國團已廣為留傳，故專輯推出之後，受到諸多年輕人的喜愛，銷售量30萬 |
| 珍重再見                      | 1988年5月  | 華星唱片   | 曲目 1. 念 2. 珍重再見 3. 用我們的手握你的手 4. 匆匆 5. 人間 6. 貶眼睛 7. 低喚 8. 無言 9. 揮別 10. 萍聚 11. 排排坐 12. 小木船 13. 離別的歌 14. 今夜的心情                                                                          | 自劇校畢業 |
| 你是我畢生的愛                | 1988年11月 | 華星唱片   | 曲目 1. 你是我畢生的愛 2. 愛情不是全部 3. 親愛的！請原諒 4. 如果你要走 5. 雨中的秘密 6. 耶誕卡片 7. 找一個美麗邂逅 8. 秋天的心事 9. 我有一點傷感 10. 一路上懷念很深 11. 背井少年 12. 筆和信                                        | |
| 再回首                        | 1989年7月  | 華星唱片   | 曲目 1. 愛我離開我 2. 再回首 3. 你已不是你 4. 承諾不該說了就忘 5. 布娃娃的心事 6. 聽誰說 7. 來看我 8. 別說再見 9. 傾聽這城市的聲音 10. 反正我已經習慣 11. 古老的秘密 12. 好不好我的愛                                              | 主打歌曲之一《再回首》與同時間的發片男歌手姜育恆主打同一首歌曲；創下國語歌壇繼鳳飛飛與鄧麗君的《奔向彩虹》之後，兩位歌手同時主打同一首歌的纪錄。 但《再回首》最初原唱其實是歌手蘇芮                   |
| 這樣的我                      | 1990年1月  | 華星唱片   | 曲目 1. 風中的承諾 2. 這樣的我 3. 情是一張變色的秋葉 4. 百分之百的必須 5. 說聲珍重 6. 擁抱自己的痛 7. 只是經過 8. 風無情雨無情 9. 太陽雨 10. 封殺你                                                                                | 銷售量70萬 亞洲150萬。《風中的承諾》為電影英雄本色3的片尾曲，翻唱自東洋歌曲《夕陽之歌》，由呂國樑重新填詞，曾在KTV創下點唱率前3名的成績。                                                             |
| 沉默的祝福                    | 1990年6月  | 華星唱片   | 曲目 1. 沈默的祝福 2. 心的傷口 3. 再次擁有 4. 不再想你的藉口 5. 不懂我的淚、不懂你的心 6. 走出自己的夢 7. 情惑一生 8. 惦記這一些 9. 我一樣是我 10. 昨日遺忘的路                                                                    | |
| 李翊君精選集1                 | 1990年8月  | 華星唱片   | 曲目 1. 離別的歌 2. 萍聚 3. 小木船 4. 今夜的心情 5. 盼望 6. 排排坐 7. 請你帶走 8. 冷井情深 9. 有你的日記 10. 離別的歌(Kala) | |
| 李翊君精選集2                 | 1990年8月  | 華星唱片   | 曲目 1. 珍重再見 2. 找一個美麗邂逅 3. 念 4. 秋天的心事 5. 親愛的請原諒 6. 背井少年 7. 揮別 8. 婉君 9. 來看我 10. 匆匆 11. 用我們的手握你的手 12. 低喚 13. 我有一點傷感 14. 筆和信                                                  | |
| 李翊君精選集3                 | 1990年8月  | 華星唱片   | 曲目 1. 再回首 2. 愛情不是全部 3. 總是 4. 愛我離開我 5. 你已不是你 6. 耶誕卡片 7. 聽誰說 8. 你是我畢生的愛 9. 一個女孩 10. 別說再見 11. 傾聽這城市的聲音 12. 反正我已經習慣 13. 一路上懷念很深 14. 承諾不該說了就忘                | |
| 暗戀                          | 1990年11月 | 華星唱片   | 曲目 1. 暗戀 2. 張三的歌 3. 沒有明天沒有你 4. 揹著寂寞 5. 明天你是否依然愛我 6. 孤獨之旅 7. 擁擠的樂園 8. 用什麼感覺來寫你 9. 請不要在別人的肩上哭泣 10. 機場                                                                      | 新歌+翻唱，首次詮釋薛岳、羅大佑、童安格等知名男歌手的成名曲。 |
| 雪珂                          | 1991年1月  | 華星唱片   | 曲目 1. 雪珂 2. 走向孤獨 3. 你 4. 我早已忘記如何哭泣 5. 傷心的黑夜 6. 沒家的孩子 7. 孤獨的時候 8. 不要說走就走 9. 我的心是三月向晚的小雨 10. 我不是你最後的選擇 11. 昨夜夢中有你                                                   | 為中視八點檔瓊瑤連續劇『雪珂』之主題曲。 |
| 不會再有的錯                  | 1991年5月  | 華星唱片   | 曲目 1. 不會再有的錯 2. 只有自己傷心最適合 3. 擁有的心情 4. 一生的愛 5. 追逐的夢 6. 你什麼時候能愛我像自己一樣 7. 不要留下我一個人 8. 冷冷的心 9. 怎樣的愛才算擁有 10. 忘記我該忘記的你                                            | 歌曲《只有自己傷心最適合》，是李翊君第一次填詞創作。 |
| 愛的太狂                      | 1992年1月  | 華星唱片   | 曲目 1. 愛的太狂 2. 想你的心情沒有盡頭 3. 走走又停停 4. 藍色酒吧 5. 我只是一片雲 6. 封鎖在心中眼中的你的背影 7. 為愛而活的人 8. 你走後的天空很藍 9. 鐘擺 10. 明天的我將孤獨                                                        | 《愛的太狂》是電影逃學威龍的片尾曲；《封鎖在心中眼中的你的背影》則是中視週日劇場-花系列之「薔薇花」的片尾曲。                                                                                         |
| 天天愛日日愁                  | 1992年8月  | 上華唱片   | 曲目 1. 天天愛日日愁 2. 衝不破情網 3. 很難很難說 4. 最好擺脫不掉 5. 哭泣的回憶 6. 天堂鳥 7. 拼圖遊戲 8. 自助旅行 9. 一個哭起來還在笑的人 10. 愛從我的心飛向你                                                                      | 《天天愛日日愁》是中視週日劇場-花系列之「琉璃花」的片尾曲；《衝不破情網》為台視八點擋連續劇末代皇孫的片尾曲                                                                                           |
| 相思的烈酒                    | 1993年5月  | 上華唱片   | 曲目 1. 相思的烈酒 2. 多情人都把靈魂給了誰 3. 愛過痛過恨過 4. 他比我好嗎 5. 攏是為著你啦 6. 再見 7. 櫥窗角落 8. 一粒塵埃的痛 9. 其實 10. 紅了我的眼                                                                                | 國台語專輯，李翊君第一次詮釋台語歌曲，翻唱李嘉的成名作《攏是為著你啦》。《多情人都把靈魂給了誰》是李翊君在KTV點唱 最受歡迎歌曲之一                                                                    |
| 苦海女神龍                    | 1993年12月 | 上華唱片   | 曲目 1. 苦海女神龍 2. 碎心戀 3. 看破愛別人 4. 人客的要求 5. 愛你入骨 6. 一粒流星 7. 為錢賭性命 8. 悲戀的酒杯 9. 後街人生 10. 媽媽歌星 11. 母啊喂 12. 口白 13. 何日君再來                                                           | 首度出版閩南語專輯，收錄多首70年代黄俊雄布袋戲中的插曲，其中同名主打歌《苦海女神龍》，引起廣大回響，銷售量超過60萬，並入圍第六届金曲獎最佳方言女歌手獎                                                |
| 黑玫瑰                        | 1994年7月  | 上華唱片   | 曲目 1. 黑玫瑰(多刺的玫瑰) 2. 愛著愛到死 3. 我的感情博這厚 4. 一暝一世人 5. 情場女聖人 6. 放浪人生 7. 冷霜子 8. 命運青紅燈 9. Hello 10. 離別之夜 11. 欠一人 12. 想抹開也是要放                                                     | 閩南語專輯，再度詮釋多首70年代黄俊雄布袋戲中的插曲 |
| 李翊君鑽石精選輯1987年-1994年 | 1994年12月 | 上華唱片   | 曲目 1. 苦海女神龍 2. 風中的承諾 3. 沈默的祝福 4. 這樣的我 5. 婉君 6. 衝不破情網 7. 黑玫瑰 8. 愛的太狂 9. 只有自己傷心最適合 10. 萍聚 11. 不會再有的錯 12. 多情人都把靈魂給了誰                                                    | 國台語專輯，收錄歷年的成名歌曲 |
| 諾言                          | 1995年3月  | 上華唱片   | 曲目 1. 諾言 2. 情陷紅塵 3. 是否你真的不在乎 4. 天為愛而起風 5. 追星 6. 鐵石心腸 7. 愛讓我變脆弱 8. 愛像燭火 9. 我愛你到底 10. 愛得太深                                                                                            | 銷售量50萬，此專輯中歌曲-《諾言》為中視八點檔孽海花片頭曲，也創下發行十天銷售出10萬張的成績，更在2024年因在抖音等社群平台多位網紅翻唱爆火 再度成為受歡迎的歌曲                                        |
| 舉得起放抹落                  | 1995年8月  | 上華唱片   | 曲目 1. 舉得起放抹落 2. 愛一步恨一步 3. 愛慕 4. 感情血 5. 查某人的心肝 6. 今夜愛酒無愛你 7. 生命的溫泉 8. 用心的人 9. 目屎是愛的生命 10. 趕緊來愛我 11. 寂寞的歌聲 12. 心不甘情無願                                                | 閩南語專輯 |
| 誰能禁止我的愛                | 1996年5月  | 上華唱片   | 曲目 1. 今天不回家 2. 昨夜夢醒時 3. 夜空 4. 明日天涯 5. 不如歸去 6. 誰能禁止我的愛 7. 只要為你活一天 8. 風淒淒意綿綿 9. 嚮往 10. 愛你一萬年                                                                                        | 國語老歌專輯，首次詮釋國語老歌。銷售量30萬 |
| 我沒有醉                      | 1996年11月 | 上華唱片   | 曲目 1. 解藥 2. 我沒有醉 3. 手下留情 4. 尋找 5. 輸掉自己 6. 愛你的心留在冬季 7. 愛不釋手 8. 罪過 9. 我要我愛 10. 灑脫 | 銷售量25萬 |
| 淚的小雨                      | 1997年8月  | 上華唱片   | 曲目 1. 人兒不能留 2. 幾時再回頭 3. 我的心裡只有你沒有他 4. 愛的淚珠 5. 難忘的初戀情人 6. 恨你不回頭 7. 淚的小雨 8. 雨中徘徊 9. 愛我在今宵 10. 美酒加咖啡 11. 喝采 12. 負心的人                                                    | 國語老歌專輯。 |
| 誓言謊言                      | 1998年8月  | 上華唱片   | 曲目 1. 沙漠寂寞 2. 誓言謊言 3. 來不及說愛你 4. 愛上陌生人 5. Q&A 6. 雨蝶 7. 不回頭的逃兵 8. 澄清 9. 心牆 10. 偷心的人 11. 痛 | 《雨蝶》與《沙漠寂寞》為同曲不同歌詞，同時列為主打歌曲之一；此專輯銷售量超過90萬 亞洲200萬 |
| 七情六慾-1                    | 1999年4月  | 上華唱片   | 曲目 1. 七情六慾 2. 萍聚 3. 雨蝶 4. 昨夜夢醒時 5. 我沒有醉 6. 再回首 7. 不會再有錯 8. 諾言 9. 苦海女神龍 10. 解藥 11. 誓言謊言 12. 風中的承諾 13. 痛                                                                               | 新歌加精選，收錄新曲為《七情六慾》，其餘為歷年成名作品。銷售量60萬 |
| 七情六慾-2                    | 1999年5月  | 上華唱片   | 曲目 1. 衝不破情網 2. 沙漠寂寞 3. 今天不回家 4. 這樣的我 5. 我的感情博這厚 6. 婉君 7. 萍聚(合唱版) 8. 沈默的祝福 9. 天天愛日日愁 10. 黑玫瑰 11. 多情人都把靈魂給了誰 12. 愛得太狂 13. 墓仔埔也敢去(Live)                           | 國台語精選。新歌加精選，收錄新曲為《七情六慾》，其餘為歷年成名作品。銷售量40萬 |
| 你那麼愛她                    | 1999年5月  | 上華唱片   | 曲目 1. 你那麼愛他 2. 回頭是岸 3. 愛情無用 4. 最愛最恨都是你 5. 愛的生還者 6. 自首 7. 不再愛你 8. 愛情酒鬼 9. 無辜 10. 我喊住眼淚                                                                                                  | 銷售量20萬 |
| 翊往情深                      | 1999年12月 | 上華唱片   | 曲目 1. 月亮惹的禍 2. 孟婆湯 3. 愛的初體驗 4. 不讓我的眼淚陪我過夜 5. 心愛的再會啦 6. 傷心太平洋 7. 冰雨 8. 不甘心不放手 9. 為什麼你背著我愛別人 10. 我為你傷心                                                                    | 國語翻唱專輯，再度詮釋知名男歌手的成名曲，被翻唱者包括張宇、游鴻明、張震嶽等。銷售量30萬 |
| 愛上孤獨的男人                | 2000年5月  | 上華唱片   | 曲目 1. 愛上孤獨的男人 2. 我的男主角 3. 上了天 4. 激情的代價 5. 愛還給他 6. 昨日愛人 7. 1對1 8. 嫁 9. 屈服 10. 鬆綁 | 本人首度親身參與製作，並由台灣樂壇三大製作人：林明陽、袁惟仁、黃怡聯手邀集黃中原、游鴻明、許常德 等詞曲大師合作。                                                                                     |
| 何日君再來                    | 2000年11月 | 上華唱片   | 曲目 1. 想和你去吹吹風 2. 我會想你 3. 自首 4. 來不及說愛你 5. 背叛自己 6. 罪過 7. 愛你的心留在冬季 8. 酗酒酗愛 9. 愛的生還者 10. 愛還給他 11. 到底愛我不愛 12. 昨日愛人 13. 痛 14. 回頭是岸 15. 萍聚 16. 愛上孤獨的男人 17. 上了天 | 國語精選+翻唱。 |
| 情愛怨女                      | 2001年     | 上華唱片   | 曲目 1. 風中的承諾 2. 沉默的祝福 3. 這樣的我 4. 婉君 5. 沖不破情網 6. 愛的太狂 7. 只有自己傷心最適合 8. 萍聚 9. 不會再有的錯 10. 多情人都把靈魂給了誰 11. 雨蝶 12. 誓言謊言                                                        | 國台語精選。(發行於中國大陸) |
| 重生                          | 2001年6月  | 歌萊美唱片 | 曲目 1. 重生 2. 太陽 3. Remember 4. 一千零一夜 5. 完美的女人 6. 隨時可能流淚 7. 容易受傷的女人 8. 天涯 9. 兩個人的月亮 10. 男人緣                                                                                                  | 國語翻唱專輯，由連續獲得三屆金曲獎的製作人蔡宗政及林東松 製作；以重新编曲方式翻唱中島美雪的成名歌曲，曲風包含抒情、摇滚、爵士、Newage。銷售量15萬                                                     |
| 順風逆風                      | 2001年7月  | 歌萊美唱片 | 曲目 1. 逆風順風 2. 愛的旅途 3. 愛在夕陽下 4. 一縷相思情 5. 翡翠谷 6. 忘年生死戀 7. 梨花淚 8. 幾番風雨幾番情 9. 摘星 10. 飄香夢 | 國語翻唱專輯，重新詮釋經典女歌手櫻櫻的成名歌曲 |
| 沉迷                          | 2002年5月  | 歌萊美唱片 | 曲目 1. 沉迷 2. 斷跟的高跟鞋 3. 上帝沒有幫助 4. 獵人 5. 驀然 6. 擁抱不見得擁有 7. 選擇性失憶 8. 情敵朋友 9. 愛的Complain 10. 永遠永遠                                                                                              | 首次大膽嘗試R&B、Bassanova、Solf Rock等新曲風，曲風多變，唱腔由激情悲苦轉向內斂柔和。專輯中收錄了三立台灣台八點檔台灣霹靂火主題曲《擁抱不見得擁有》，以及中視八點檔風雲片尾曲《永遠永遠》。銷售量13萬 |
| 勇敢的愛                      | 2005年12月 | 創意唱片   | 曲目 1. 找不到人天荒地老 2. 勇敢的愛 3. 某年某月 4. 幸福過 5. 新孟姜女 6. 忘記傷害我的人 7. 如果我只是寂寞 8. 紅塵 9. 愛鏈 10. 愛不愛                                                                                              | 銷售量10萬 |
| 永恆的愛                      | 2005年12月 | 創意唱片   | 曲目 1. 牽引 2. 感受 3. 情難枕 4. 故事的真相 5. 浪跡天涯 6. 夢寐以求 7. 愛你不是謊言 8. 抱著你的感覺 9. 雨中即景 10. 感恩的心 | 國語翻唱專輯，重新詮釋知名鄧妙華、林慧萍、歐陽菲菲和王夢麟等知名男女歌手的成名曲 |
| 天荒地老                      | 2006年1月  | 歌萊美唱片 | 曲目 1. 飄洋過海來看你 2. 明天你是否依然愛我 3. 恰似你的溫柔 4. 征服 5. 心肝寶貝 6. 執迷不悔 7. 用心良苦 8. 忘了你忘了我 9. 只有分離 10. 愛上一個不回家的人                                                                        | 國語翻唱專輯。 |
| 海枯石爛                      | 2006年1月  | 歌萊美唱片 | 曲目 1. 忘情水 2. 愛我 3. 新不了情 4. 塵緣 5. 倩影 6. 夢醒時分 7. 逝去的愛 8. 瀟灑走一回 9. 吻別 10. 愫 | 國語翻唱專輯。 |
| 男人壞                        | 2011年9月  | 華特唱片   | 曲目 1. 男人壞 2. 夢紅樓 3. 月光雪 4. 守住你前世的諾言 5. 男人的一半是女人(台) 6. 我不相信 7. 失去愛還有什麼 8. 千江月 9. 雪上加霜 10. 還是選擇放手                                                                                | 國台語專輯，收錄三立台灣台八點檔家和萬事興片頭國語主題曲《男人壞》及片頭台語主題曲《男人的一半是女人》。                                                                                              |
| 愛上寂寞                      | 2012年9月  | 華特唱片   | 曲目 1. 寂寞咖啡 2. 心動的瞬間 3. 你的淚光 4. 想念你(&高登) 5. 最愛你的人 6. 刻骨銘心 7. 算了 8. 下一站幸福 9. 別想太多 10. 愛的戀歌                                                                                               | 國台語專輯 |
| 願賭服輸                      | 2013年7月  | 華特唱片   | 曲目 1. 戒掉堅強 2. 願賭服輸 3. 曙光 4. 天堂口 5. 獨白 6. 水中月 7. 親愛的 8. 七月雪 9. 一言難盡(台) 10. 今夜想起你(台) | 國台語專輯 |
| 聽見愛                        | 2014年2月  | 華特唱片   | 曲目 1. 點亮 2. 明知道 3. 敢愛 4. 寂寞方舟 5. 無解 6. 誰對誰錯 7. 隱藏想念 8. 翊往情深 9. 無聲(台) 10. 雨傘代表阮心肝(台) | 國台語專輯 |
| 苓聽                          | 2015年6月  | 金牌大風   | 曲目 1. 雨後的夕陽 2. 忘不了愛過的我 3. 有理取鬧 4. 我一個人想著那個人 5. 月光蝶 6. Macaron 7. 幸福是很容易的 8. 心理準備 9. 不遮掩 10. 星星                                                                                       | 國語專輯 |
| 愛情路口                      | 2017年5月  | 華納音樂   | 曲目 1. 愛情路口 2. 記不住 3. 放心 4. 背叛無所謂 5. 有一天我會哭出來 6. 自在 7. 提醒 8. 嫉妒 9. 隱形的傷口 10. 倒數 | 國語專輯 |

### 單曲
| 名稱         | 發行日期  | 發行公司 | 簡介 |
| ------------ | --------- | -------- | ---- |
| 人生是一場夢 | 2023年1月 | 華納音樂 |      |
| 蘇三起解     | 2023年1月 | 華納音樂 |      |

### 其他
- 上華唱片公司發行國/台/英語現場演唱會專輯，收錄LIVE現場演唱會所有歌曲。
- 2001年9月上華唱片公司發行三張個人國/台語精選專輯DSD/CD，歌曲包含有：《愛上孤獨的男人》、《七情六慾》、《月亮惹的禍》...等歌曲。

### 唱片合輯
- 1990年2月華星唱片公司發行國語EP合輯「發燒大碟」收錄華視八點檔瓊瑤連續劇「六個夢–婉君」之主題曲。
- 1990年12月華星唱片公司發行國語EP合輯《雪珂》收錄中視八點檔瓊瑤連續劇「雪珂」之主題曲。
- 1992年發行國語專輯《天天愛日日愁》，收錄末代皇孫連續劇的片尾曲-《衝不破情網》。
- 1992年1月發行國語專輯《愛的太狂》，電影逃學威龍的片尾曲；及收錄-花系列之「薔薇花」的片尾曲-《封鎖在心中眼中的你的背影》。
- 1995年4月上華唱片公司發行國語EP合輯《情陷紅塵》收錄台視八點檔連續劇「香帥傳奇」之片尾曲。
- 1996年2月上華唱片公司發行國語EP合輯《愛不釋手》收錄中視週日劇場花系列之「胭脂花紅」之主題曲。
- 1995年10月上華唱片公司發行國語EP合輯《帝女花》收錄中視八點檔連續劇「帝女花」之主題曲。
- 1998年4月上華唱片公司發行國語EP合輯《李翊君還珠格格八點檔冠軍大戲》收錄中視八點檔瓊瑤連續劇「還珠格格」之主題曲《雨蝶》。
- 1998年9月上華唱片公司發行國語EP合輯《瓊瑤大賣連續劇全紀錄 EP 還珠格格 蒼天有淚》收錄中視八點檔瓊瑤連續劇「還珠格格」「蒼天有淚」之主題曲《雨蝶》《痛》。
- 2007年11月移動影音公司發行國語EP合輯《星星知我心電視原聲帶》收錄台視十點檔連續劇「星星知我心2007」之主題曲、片尾曲（《陪伴没有距離》、《渴望明天好天氣》）。

### 創作
- 1991年5月華星唱片公司發行國語專輯《不會再有的錯》，這是她首度填詞創作，歌曲為「只有自己傷心最適合」。

### 合唱單曲
- 與李富興演唱：《萍聚》、《你已不是你》。
- 與呂國樑演唱：《不會再有的錯》。
- 與孟庭葦演唱：《紅雨》。
- 與動力火車演唱：《不再愛你》、《痛》。
- 與陳雨霈演唱：《萍聚》。
- 與迪克牛仔演唱：《回頭是岸》。
- 與姜育恆演唱：《愛我你怕了嗎》。
- 與郭桂彬演唱：《船過水無痕》。
- 與辛欣演唱：《情敵朋友》。
- 與高登演唱：《想念你》。
- 與江宏恩演唱：《放心》。
- 與王敏淳演唱：《有你就甜蜜》。

### 演唱會
- 1991年6月1日起：赴大陸做宣傳表演，足跡遍及瀋陽、青島、福州、上海、深圳等地。
- 台北世貿會議中心
- 高雄市立文化中心
- 大安森林公園個唱
- 南港101紅館唱
- 李翊君雲頂演唱會2007
- 2009年11月與男歌手羅時豐聯袂在台北國際會議中心以「國台伴」主題開唱
- 2010年新加坡麗星遊輪演唱會
- 2011年李翊君v s羅時豐馬來西亞云頂演唱會
- 2011年北京人民大會堂 讓愛回家
- 2013年李翊君 北京保利劇院演唱會
- 2013年李翊君一王二后非常金曲耀云頂演唱會
- 2013年李翊君 藍色盛典廈門群星演唱會
- 2014年李翊君v s羅時豐天長地久演唱會(馬來西亞云頂.美國)
- 2014年"致"青春城市印象巡迴演唱會溫暖發聲
- 2014年新加坡聖淘沙名勝世界《走過歲月的歌系列5》
- 2014年郎牌特曲唱想阜寧魅力金沙湖群星演唱會
- 2015年李翊君 夢想.情歌 演唱會(台北)
- 2017年李翊君一翊往情深 台北演唱會(台北)
- 2020年李翊君－翊如既往 演唱會(台北.台中.高雄.台南)
- 2023年李翊君－三五好友 演唱會 (台北.新加坡.馬來西亞)
- 2024年李翊君－蘇三&女神龍演唱會 (台北.台中.高雄)
- 2024年-2025年 李翊君-永遠永遠演唱會(武漢.南京.北京.上海.越南.馬來西亞云頂)

## 廣告代言
- 佳聯集團 La Sort產品
- 行政院衛生署中央健康保險局 優生兒
- 啟航家用伴唱機
- 京鑽家用伴唱機
- 樟之物語活力精華皂(2017年)[8]

## 外部連結
- 李翊君的Facebook專頁
- 李翊君的新浪微博
- 李翊君歌迷後援會的Facebook專頁